# Areosquilla
Areosquilla is een geslacht van kreeftachtigen uit de klasse van de Malacostraca (hogere kreeftachtigen).

## Soorten
- Areosquilla hanseni Manning, 1976
- Areosquilla indica (Hansen, 1926)
- Areosquilla interstincta Manning, 1976